# Longgang-Vulkangruppe
Die Longgang-Vulkangruppe (chinesisch 龙岗火山群, Pinyin Longgang huoshanqun, englisch Longgang volcanic cluster) ist eine Gruppe von über 164 Vulkankegeln auf dem Gebiet der Kreise Huinan (辉南县), Jingyu (靖宇县) und Fusong 抚松县 im Süden der chinesischen Provinz Jilin. Es ist die größte Vulkangruppe Chinas. Sie sind über ein Gebiet von 1.700 Quadratkilometern verstreut (ca. Länge 126°, Breite 42°). Die Höhe der Vulkankegel beträgt zwischen 200 und 400 m. Es befinden sich auch acht Maare darunter, die im Volksmund Longwan 龙湾 genannt werden.
Die Vulkane wurden in der Zeit des späten Pleistozäns bis mittleren Miozäns gebildet.
Seit 1992 sind sie Teil des Longwanqun Waldnationalparks (Longwanqun guojia senlin gongyuan (龙湾群国家森林公园) Longwanqun National Forest Park).